# Eucharidema princeps
Eucharidema princeps là một loài bướm đêm trong họ Geometridae.